# Gustav Aschaffenburg
Gustav Aschaffenburg, född 23 maj 1866, död 2 september 1944, var en tysk psykiater.
Aschaffenburg var professor i Köln. Han sysslade särskilt med brottets och brottslingens psykologi, och var utgivare av Handbuch der Psychiatrie, i vilken han har skrivit Allgemeine Symptomatologie der Psychosen. Han redigerade även Monatschrift für Kriminalpsychologie und Strafrechtsreform. Till svenska finns översatt Brottet och dess bekämpande (1911).